# Igreja de Nossa Senhora dos Anjos (Água de Pau)

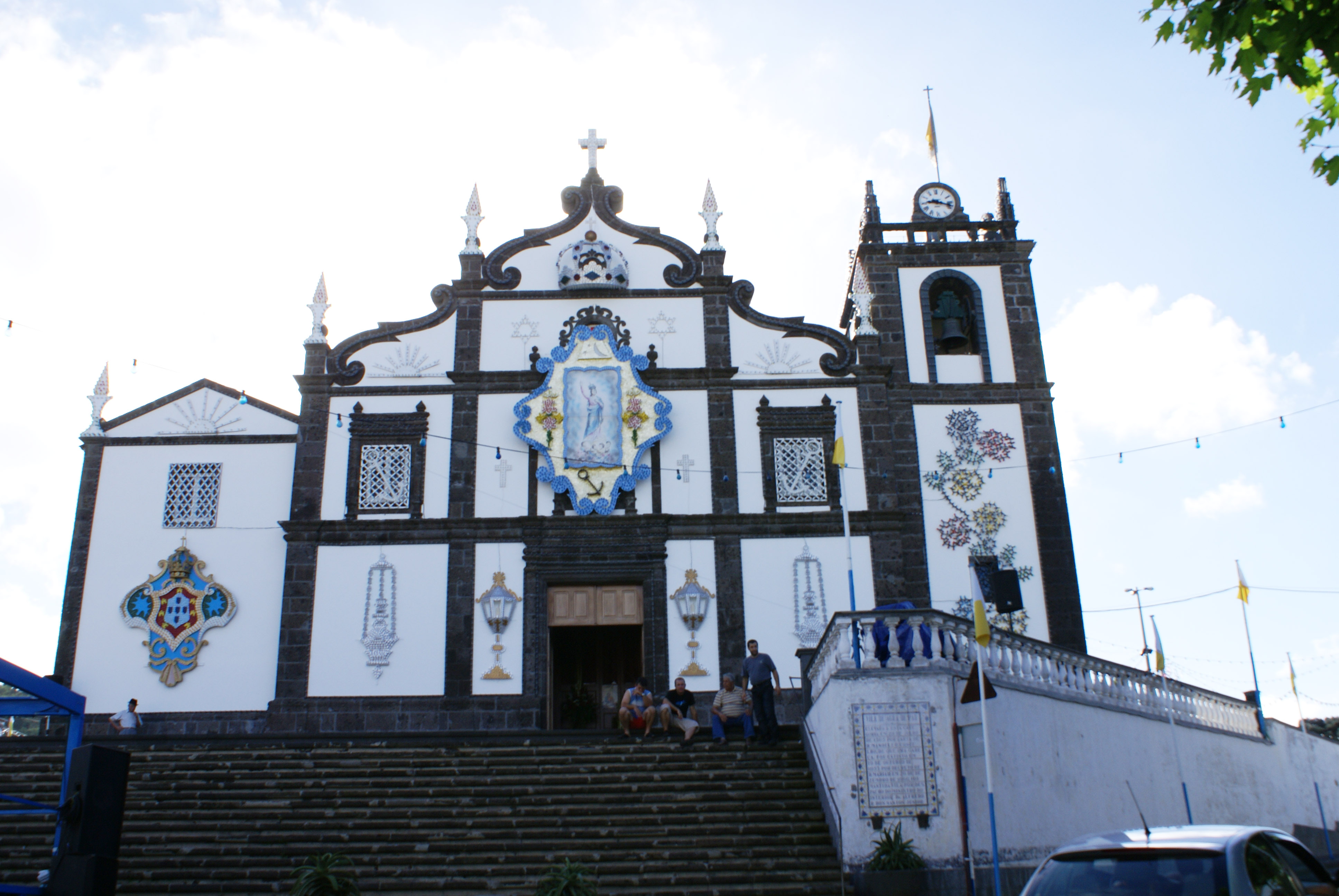
Igreja de Nossa Sehora dos Anjos, fachada.

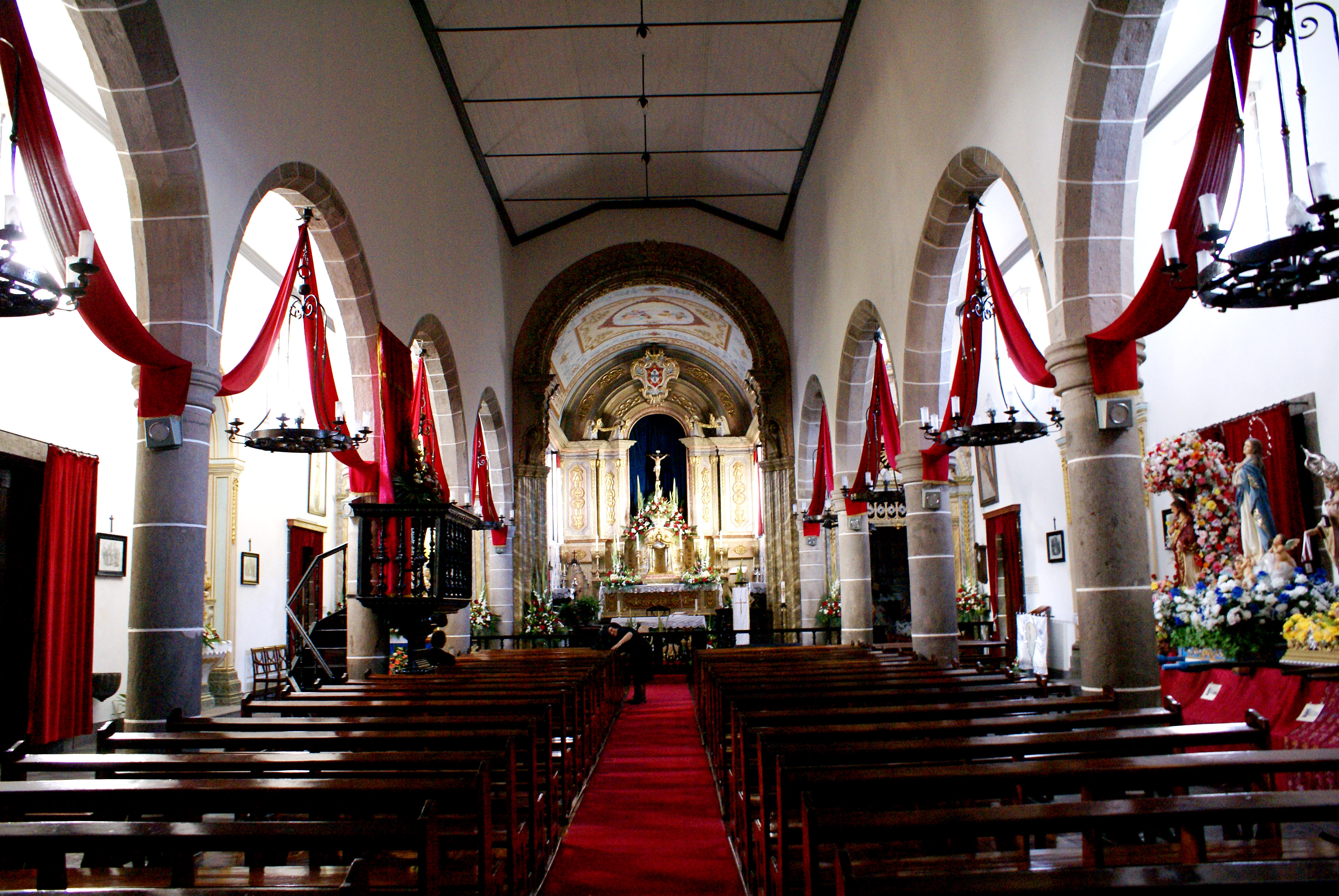
Igreja de Nossa Senhora dos Anjos, nave.

A Igreja de Nossa Senhora dos Anjos é um templo português localizado na freguesia de Água de Pau, concelho da Lagoa, ilha de São Miguel, arquipélago dos Açores.
Esta igreja apresenta bom trabalho em cantaria de basalto com acabamentos em alvenaria que foi pintada a branco. É de destacar os trabalhos em pedra efectuados junto das portas, janelas e da torre sineira.
O interior com a imagem de Nossa Senhora dos Anjos no altar-mor apresenta bons acabamentos.